# Alain Berger
Alain Berger (ur. 11 listopada 1965) – francuski zapaśnik walczący w stylu wolnym. Zajął szóste miejsce na mistrzostwach świata w 1990. Dziewiąty na mistrzostwach Europy w 1988; 1991 i 1992. Czwarty na igrzyskach śródziemnomorskich w 1987 i piąty w 1991. Wicemistrz igrzysk frankofońskich w 1994. Pięciokrotny mistrz Francji w latach 1987–1990 i 1995 roku.